# Liga ACB 2017-2018
La Liga ACB 2017-2018, chiamata per ragioni di sponsorizzazione Liga Endesa, è la trentacinquesima edizione del massimo campionato spagnolo di pallacanestro maschile. La stagione regolare è iniziata il 29 settembre 2017 per terminare il 25 maggio 2018.

## Squadre

### Promozioni e retrocessioni
La stagione 2017-2018 della Liga ACB è composta da 16 squadre della stagione precedente, oltre alla vincitrice della LEB Oro e alla vincitrice dei playoff della LEB Oro.
Il 10 luglio 2017, l'Asociación de Clubs de Baloncesto (ACB), costretta dalla dichiarazione della Commissione nazionale per i mercati e le competenze (CNMC), ha raggiunto un accordo con la federazione cestistica spagnola, accordo avallato anche dal Consejo Superior de Deportes, in modo tale da abbassare la quota per la partecipazione al massimo campionato.
L'11 agosto 2017 l'ACB riammette il Real Betis Energía Plus, costringendo così l'ACB a rifare completamente il calendario.
Squadre promosse dalla LEB Oro
- Delteco GBC[4][5]
- San Pablo Burgos[6][7]

Squadre retrocesse in LEB Oro
- Real Betis Energía Plus
- ICL Manresa

### Squadre partecipanti
| Squadra                 | Città                      | Palazzetto (Capacità)                    | Fondazione |
| ----------------------- | -------------------------- | ---------------------------------------- | ---------- |
| Baskonia                | Vitoria                    | Fernando Buesa Arena (15.504)            | 1959       |
| Delteco GBC             | San Sebastián              | Plaza de Toros de Illumbe (11.000)       | 2001       |
| Divina Seguros Joventut | Badalona                   | Olímpico de Badalona (12.500)            | 1930       |
| FC Barcelona Lassa      | Barcellona                 | Palau Blaugrana (7.585)                  | 1926       |
| Herbalife Gran Canaria  | Las Palmas                 | Gran Canaria Arena (11.500)              | 1963       |
| Iberostar Tenerife      | San Cristóbal de La Laguna | Pabellón Insular Santiago Martín (5.500) | 1939       |
| Monbus Obradoiro        | Santiago di Compostela     | Multiusos Fontes do Sar (6.050)          | 1970       |
| Montakit Fuenlabrada    | Fuenlabrada                | Pabellón Fernando Martín (5.700)         | 1983       |
| MoraBanc Andorra        | Andorra                    | Poliesportiu d'Andorra (5.000)           | 1970       |
| Movistar Estudiantes    | Madrid                     | Palacio de los Deportes (13.673)         | 1948       |
| Real Betis Energía Plus | Siviglia                   | Palacio de Deportes San Pablo (7.626)    | 1987       |
| Real Madrid             | Madrid                     | Palacio de los Deportes (13.673)         | 1932       |
| RETAbet Bilbao Basket   | Bilbao                     | Bilbao Arena (10.014)                    | 2000       |
| San Pablo Burgos        | Burgos                     | Coliseum Burgos (9.454)                  | 1994       |
| Tecnyconta Zaragoza     | Saragozza                  | Pabellón Príncipe Felipe (10.744)        | 2002       |
| UCAM Murcia             | Murcia                     | Palacio de Deportes (7.454)              | 1985       |
| Unicaja Málaga          | Malaga                     | José María Martín Carpena (11.300)       | 1992       |
| Valencia Basket         | Valencia                   | La Fonteta (9.000)                       | 1986       |

### Personale e sponsorizzazione
| Squadra                 | Allenatore       | Capitano            | Azienda produttrice delle divise | Sponsor                        |
| ----------------------- | ---------------- | ------------------- | -------------------------------- | ------------------------------ |
| Baskonia                | Pedro Martínez   | Tornik'e Shengelia  | Kelme                            |                                |
| Delteco GBC             | Porfirio Fisac   | Xabi Oroz           | Hummel                           | Delteco                        |
| Divina Seguros Joventut | Diego Ocampo     | Albert Ventura      | Spalding                         | Divina Pastora Seguros         |
| FC Barcelona Lassa      | Sito Alonso      | Juan Carlos Navarro | Nike                             | Lassa Tyres                    |
| Herbalife Gran Canaria  | Luis Casimiro    | Eulis Báez          | Adidas                           | Herbalife                      |
| Iberostar Tenerife      | Fōtīs Katsikarīs | Nicolás Richotti    | Austral                          | Iberostar                      |
| Monbus Obradoiro        | Moncho Fernández | Pepe Pozas          | Vive                             | Estrella Galicia 0,0           |
| Montakit Fuenlabrada    | Néstor García    | Marko Popović       | BFS                              | Montakit                       |
| MoraBanc Andorra        | Joan Peñarroya   | Oliver Stević       | Kon                              | MoraBanc, Andorra              |
| Movistar Estudiantes    | Salva Maldonado  | Sitapha Savané      | Joma                             | Movistar                       |
| Real Betis Energía Plus | Óscar Quintana   | Alfonso Sánchez     | Spalding                         | Energía Plus                   |
| Real Madrid             | Pablo Laso       | Felipe Reyes        | Adidas                           | European University            |
| RETAbet Bilbao Basket   | Veljko Mršić     | Álex Mumbrú         | Erreà                            | RETAbet                        |
| San Pablo Burgos        | Diego Epifanio   | Javi Vega           | Hummel                           | Inmobiliaria San Pablo, Burgos |
| Tecnyconta Zaragoza     | Jota Cuspinera   | Tomás Bellas        | Mercury                          | Tecnyconta                     |
| UCAM Murcia             | Ibon Navarro     | José Ángel Antelo   | Nike                             | UCAM, Caravaca                 |
| Unicaja                 | Joan Plaza       | Carlos Suárez       | Spalding                         | Unicaja, Málaga                |
| Valencia Basket         | Txus Vidorreta   | Rafael Martínez     | Luanvi                           | Cultura del Esfuerzo           |

Note
1. ↑  Cultura del Esfuerzo ((IT)  Cultura dello sforzo) è il motto della squadra.

### Cambi di allenatore
| Squadra                 | Allenatore uscente | Motivo                           | Data             | Posizione in classifica | Allenatore entrante  | Data             |
| ----------------------- | ------------------ | -------------------------------- | ---------------- | ----------------------- | -------------------- | ---------------- |
| Tecnyconta Zaragoza     | Luis Guil          | Fine contratto                   | 16 maggio 2017   | Pre-campionato          | José Ramón Cuspinera | 16 giugno 2017   |
| FC Barcelona Lassa      | Giōrgos Mpartzōkas | Licenziato                       | 7 giugno 2017    | Pre-campionato          | Sito Alonso          | 16 giugno 2017   |
| Montakit Fuenlabrada    | Jota Cuspinera     | Dimissioni                       | 7 giugno 2017    | Pre-campionato          | Néstor García        | 7 luglio 2017    |
| Baskonia                | Sito Alonso        | Accordo consensuale              | 16 giugno 2017   | Pre-campionato          | Pablo Prigioni       | 16 giugno 2017   |
| Valencia Basket         | Pedro Martínez     | Fine contratto                   | 20 giugno 2017   | Pre-campionato          | Txus Vidorreta       | 20 giugno 2017   |
| Iberostar Tenerife      | Txus Vidorreta     | Dimissioni                       | 20 giugno 2017   | Pre-campionato          | Nenad Marković       | 20 giugno 2017   |
| UCAM Murcia             | Fōtīs Katsikarīs   | Accordo con l'Hapoel Gerusalemme | 28 giugno 2017   | Pre-campionato          | Ibon Navarro         | 29 giugno 2017   |
| Baskonia                | Pablo Prigioni     | Dimissioni                       | 26 ottobre 2017  | 11th (2–3)              | Pedro Martínez       | 27 ottobre 2017  |
| Real Betis Energía Plus | Alejandro Martínez | Licenziato                       | 30 ottobre 2017  | 17th (0–6)              | Óscar Quintana       | 2 novembre 2017  |
| Iberostar Tenerife      | Nenad Marković     | Licenziato                       | 24 novembre 2017 | 12th (4–5)              | Fōtīs Katsikarīs     | 24 novembre 2017 |
| RETAbet Bilbao Basket   | Carles Durán       | Licenziato                       | 27 novembre 2017 | 16th (3–6)              | Veljko Mršić         | 27 novembre 2017 |

## Stagione regolare

### Classifica
Aggiornata al 25 maggio 2018.
| Pos. | Squadra           | G  | V  | P  | PF   | PS   | Dif  |                        |
| ---- | ----------------- | -- | -- | -- | ---- | ---- | ---- | ---------------------- |
| 1.   | Real Madrid       | 34 | 30 | 4  | 3052 | 2678 | +374 | Qualificate ai playoff |
| 2.   | Saski Baskonia    | 34 | 25 | 9  | 2946 | 2668 | +278 | Qualificate ai playoff |
| 3.   | Barcellona        | 34 | 24 | 10 | 3030 | 2691 | +339 | Qualificate ai playoff |
| 4.   | Valencia          | 34 | 22 | 12 | 2809 | 2582 | +227 | Qualificate ai playoff |
| 5.   | Gran Canaria      | 34 | 20 | 14 | 2851 | 2780 | +71  | Qualificate ai playoff |
| 6.   | Andorra           | 34 | 19 | 15 | 2898 | 2787 | +111 | Qualificate ai playoff |
| 7.   | Málaga            | 34 | 19 | 15 | 2778 | 2631 | +147 | Qualificate ai playoff |
| 8.   | Tenerife          | 34 | 19 | 15 | 2684 | 2614 | +70  | Qualificate ai playoff |
| 9.   | Fuenlabrada       | 34 | 17 | 17 | 2641 | 2806 | −165 |                        |
| 10.  | Murcia            | 34 | 17 | 17 | 2624 | 2589 | +35  |                        |
| 11.  | Estudiantes       | 34 | 17 | 17 | 2861 | 2892 | −31  |                        |
| 12.  | Obradoiro         | 34 | 14 | 20 | 2650 | 2742 | −92  |                        |
| 13.  | San Sebastián     | 34 | 13 | 21 | 2742 | 2854 | −112 |                        |
| 14.  | S.P. Burgos       | 34 | 13 | 21 | 2775 | 2961 | −186 |                        |
| 15.  | Joventut Badalona | 34 | 12 | 22 | 2709 | 2831 | −122 |                        |
| 16.  | Saragozza         | 34 | 10 | 24 | 2780 | 3006 | −226 |                        |
| 17.  | Bilbao Berri      | 34 | 8  | 26 | 2592 | 2843 | −251 | Retrocesse in LEB Oro  |
| 18.  | Real Betis        | 34 | 7  | 27 | 2629 | 3096 | −467 | Retrocesse in LEB Oro  |

### Risultati
Aggiornati al 4 gennaio 2018.
| Risultati               | BKN    | GBC   | JOV    | FCB    | HGC   | IBT   | OBR    | FUE    | MBA     | MOV   | BET   | RMB    | RBB   | SPA    | TZA   | UCM   | UNI    | VLC   |
| ----------------------- | ------ | ----- | ------ | ------ | ----- | ----- | ------ | ------ | ------- | ----- | ----- | ------ | ----- | ------ | ----- | ----- | ------ | ----- |
| Baskonia                |        | 88–86 | 87–77  | -      | -     | -     | 85–78  | -      | -       | 94–76 | -     | -      | 94–71 | -      | 73–78 | -     | -      | -     |
| Delteco GBC             | -      |       | -      | 77–101 | -     | -     | -      | 81–76  | 60–64   | -     | 94–60 | -      | 87–91 | -      | -     | 67–69 | 71–63  | -     |
| Divina Seguros Joventut | -      | 76–67 |        | 72–74  | -     | 73–76 | -      | -      | 103–101 | -     | 81–76 | -      | -     | 81–88  | 94–83 | -     | -      | -     |
| FC Barcelona Lassa      | 87–82  | -     | -      |        | 77–88 | 91–93 | 102–58 | 101–74 | -       | -     | -     | -      | -     | 111–81 | -     | 94–97 | -      | 79–74 |
| Herbalife Gran Canaria  | 100–82 | 84–76 | 94–69  | -      |       | -     | -      | 87–65  | -       | 99–95 | 83–90 | -      | -     | 87–80  | -     | -     | -      | -     |
| Iberostar Tenerife      | -      | -     | -      | -      | 92–71 |       | -      | -      | -       | -     | 87–70 | 74–84  | 83–69 | -      | -     | 84–78 | 81–77  | 67–70 |
| Monbus Obradoiro        | -      | -     | 77–68  | -      | 79–65 | 75–64 |        | -      | 65–77   | -     | -     | 93–102 | -     | 94–69  | 80–74 | -     | -      | -     |
| Montakit Fuenlabrada    | 80–75  | -     | 83–78  | -      | -     | 79–68 | 65–73  |        | -       | -     | -     | -      | 82–68 | -      | 88–82 | -     | 77–69  | -     |
| MoraBanc Andorra        | 94–97  | -     | -      | -      | 78–76 | 58–48 | -      | 94–95  |         | -     | 96–68 | -      | 99–91 | -      | -     | -     | 66–60  | -     |
| Movistar Estudiantes    | -      | 75–92 | -      | 80–70  | -     | -     | 95–67  | 69–71  | -       |       | -     | -      | -     | -      | -     | 79–91 | -      | 73–71 |
| Real Betis Energía Plus | -      | -     | -      | -      | -     | -     | 83–77  | 70–73  | -       | 81–90 |       | 63–98  | 86–94 | -      | 70–67 | -     | -      | 80–90 |
| Real Madrid             | -      | -     | -      | 80–84  | 96–72 | -     | -      | -      | 94–88   | 96–84 | -     |        | -     | -      | 93–65 | 87–85 | 99–85  | -     |
| RETAbet Bilbao Basket   | -      | -     | -      | 83–104 | -     | -     | -      | -      | -       | 87–77 | -     | 80–87  |       | 62–78  | 77–72 | -     | 70–67  | 77–81 |
| San Pablo Burgos        | 76–100 | 76–99 | -      | -      | -     | 65–81 | -      | 69–71  | -       | 72–87 | -     | 95–100 | -     |        | -     | 89–86 | -      | -     |
| Tecnyconta Zaragoza     | -      | 97–73 | -      | 86–99  | 95–99 | 89–77 | -      | -      | 95–78   | -     | -     | -      | -     | -      |       | 73–77 | 77–102 | -     |
| UCAM Murcia             | 78–67  | -     | -      | -      | -     | -     | 68–62  | -      | 81–77   | -     | 63–70 | -      | 82–71 | -      | -     |       | 64–74  | 91–93 |
| Unicaja Málaga          | 72–73  | -     | 86–74  | -      | -     | -     | -      | -      | -       | 89–70 | 99–71 | -      | -     | 93–72  | -     | -     |        | 74–67 |
| Valencia Basket         | -      | 86–64 | 102–81 | -      | 89–83 | -     | 80–67  | -      | 89–87   | -     | -     | 82–86  | -     | 87–78  | -     | -     | -      |       |

#### Classifica in divenire
Aggiornata al 25 maggio 2018.
|                   | 1ª | 2ª | 3ª | 4ª | 5ª | 6ª | 7ª | 8ª | 9ª | 10ª | 11ª | 12ª | 13ª | 14ª | 15ª | 16ª | 17ª | 18ª | 19ª | 20ª | 21ª | 22ª | 23ª | 24ª | 25ª | 26ª | 27ª | 28ª | 29ª | 30ª | 31ª | 32ª | 33ª | 34ª |
| ----------------- | -- | -- | -- | -- | -- | -- | -- | -- | -- | --- | --- | --- | --- | --- | --- | --- | --- | --- | --- | --- | --- | --- | --- | --- | --- | --- | --- | --- | --- | --- | --- | --- | --- | --- |
| Real Madrid       | 6  | 5  | 1  | 2  | 1  | 1  | 1  | 1  | 1  | 1   | 1   | 1   | 1   | 1   | 1   | 1   | 1   | 1   | 1   | 1   | 1   | 1   | 1   | 1   | 1   | 1   | 1   | 1   | 1   | 1   | 1   | 1   | 1   | 1   |
| Saski Baskonia    | 11 | 9  | 10 | 14 | 11 | 13 | 12 | 10 | 7  | 7   | 5   | 5   | 5   | 5   | 5   | 7   | 6   | 5   | 5   | 3   | 4   | 4   | 4   | 2   | 2   | 2   | 2   | 2   | 2   | 2   | 2   | 2   | 2   | 2   |
| Barcellona        | 8  | 7  | 2  | 1  | 3  | 4  | 3  | 3  | 2  | 2   | 2   | 4   | 4   | 2   | 2   | 2   | 3   | 2   | 3   | 4   | 2   | 2   | 2   | 3   | 3   | 3   | 3   | 3   | 3   | 3   | 3   | 3   | 3   | 3   |
| Valencia          | 3  | 2  | 4  | 6  | 6  | 2  | 2  | 2  | 3  | 3   | 3   | 2   | 3   | 3   | 4   | 3   | 2   | 3   | 2   | 2   | 3   | 3   | 3   | 4   | 4   | 4   | 4   | 4   | 4   | 4   | 4   | 4   | 4   | 4   |
| Gran Canaria      | 5  | 6  | 3  | 5  | 4  | 6  | 4  | 6  | 6  | 6   | 6   | 6   | 6   | 7   | 6   | 6   | 9   | 7   | 7   | 6   | 6   | 6   | 8   | 5   | 5   | 7   | 8   | 6   | 7   | 6   | 5   | 5   | 5   | 5   |
| Andorra           | 12 | 13 | 15 | 13 | 14 | 14 | 16 | 15 | 9  | 12  | 10  | 10  | 10  | 9   | 9   | 10  | 10  | 10  | 9   | 8   | 8   | 8   | 7   | 8   | 6   | 6   | 6   | 7   | 6   | 7   | 7   | 7   | 7   | 6   |
| Málaga            | 4  | 1  | 7  | 4  | 7  | 5  | 7  | 7  | 8  | 8   | 8   | 9   | 9   | 8   | 7   | 5   | 5   | 4   | 4   | 5   | 5   | 5   | 6   | 7   | 8   | 5   | 5   | 5   | 5   | 5   | 6   | 6   | 6   | 7   |
| Tenerife          | 1  | 3  | 8  | 7  | 5  | 7  | 8  | 9  | 12 | 9   | 9   | 7   | 7   | 6   | 8   | 8   | 7   | 8   | 8   | 9   | 9   | 9   | 9   | 9   | 9   | 9   | 10  | 10  | 10  | 8   | 8   | 8   | 8   | 8   |
| Fuenlabrada       | 2  | 4  | 5  | 3  | 2  | 3  | 5  | 5  | 5  | 5   | 4   | 3   | 2   | 4   | 3   | 4   | 4   | 6   | 6   | 7   | 7   | 7   | 5   | 6   | 7   | 8   | 9   | 9   | 9   | 10  | 10  | 10  | 10  | 9   |
| Murcia            | 16 | 15 | 11 | 10 | 12 | 9  | 11 | 13 | 11 | 10  | 11  | 11  | 11  | 10  | 10  | 9   | 8   | 9   | 10  | 11  | 11  | 10  | 11  | 10  | 10  | 10  | 7   | 8   | 8   | 9   | 9   | 9   | 9   | 10  |
| Estudiantes       | 9  | 12 | 14 | 12 | 9  | 11 | 9  | 11 | 13 | 14  | 12  | 13  | 12  | 12  | 13  | 12  | 13  | 13  | 13  | 12  | 13  | 13  | 13  | 13  | 11  | 11  | 11  | 11  | 11  | 11  | 11  | 11  | 11  | 11  |
| Obradoiro         | 7  | 10 | 9  | 11 | 8  | 8  | 6  | 4  | 4  | 4   | 7   | 8   | 8   | 11  | 11  | 13  | 11  | 11  | 11  | 10  | 10  | 11  | 10  | 11  | 12  | 12  | 13  | 13  | 13  | 13  | 12  | 12  | 12  | 12  |
| San Sebastián     | 14 | 8  | 6  | 8  | 10 | 12 | 15 | 12 | 15 | 11  | 13  | 14  | 13  | 13  | 12  | 11  | 12  | 12  | 12  | 13  | 12  | 12  | 12  | 12  | 13  | 13  | 12  | 12  | 12  | 12  | 13  | 13  | 13  | 13  |
| S.P. Burgos       | 18 | 17 | 18 | 18 | 18 | 18 | 18 | 17 | 17 | 17  | 17  | 17  | 17  | 18  | 17  | 16  | 15  | 15  | 16  | 16  | 16  | 16  | 16  | 16  | 16  | 15  | 14  | 14  | 14  | 14  | 14  | 14  | 14  | 14  |
| Joventut Badalona | 10 | 11 | 13 | 15 | 16 | 16 | 14 | 16 | 14 | 15  | 15  | 12  | 14  | 16  | 16  | 17  | 17  | 17  | 17  | 17  | 18  | 18  | 18  | 18  | 18  | 18  | 18  | 17  | 15  | 15  | 15  | 15  | 15  | 15  |
| Saragozza         | 13 | 14 | 16 | 16 | 15 | 15 | 10 | 8  | 10 | 13  | 14  | 15  | 15  | 15  | 14  | 15  | 16  | 16  | 14  | 14  | 14  | 14  | 14  | 14  | 14  | 14  | 15  | 15  | 16  | 16  | 16  | 16  | 16  | 16  |
| Bilbao Berri      | 17 | 16 | 12 | 9  | 13 | 10 | 13 | 14 | 16 | 16  | 16  | 16  | 16  | 14  | 15  | 14  | 14  | 14  | 15  | 15  | 15  | 15  | 15  | 15  | 15  | 16  | 16  | 16  | 17  | 17  | 17  | 17  | 17  | 17  |
| Real Betis        | 15 | 18 | 17 | 17 | 17 | 17 | 17 | 18 | 18 | 18  | 18  | 18  | 18  | 17  | 18  | 18  | 18  | 18  | 18  | 18  | 17  | 17  | 17  | 17  | 17  | 17  | 17  | 18  | 18  | 18  | 18  | 18  | 18  | 18  |

Legenda:

      Vincitrice della stagione regolare

      Qualificata ai playoff scudetto

      Retrocessa

## Spettatori
Aggiornati al 4 gennaio 2018.

Le presenze includono le partite di playoff.
| Pos. | Squadra                 | Totale  | Max    | Min   | Med   |
| ---- | ----------------------- | ------- | ------ | ----- | ----- |
| 1    | Baskonia                | 69.410  | 14.178 | 8.664 | 9.916 |
| 2    | Real Madrid             | 63.680  | 12.114 | 7.853 | 9.097 |
| 3    | San Pablo Burgos        | 62.845  | 9.352  | 8.531 | 8.978 |
| 4    | RETAbet Bilbao Basket   | 61.269  | 9.806  | 7.803 | 8.753 |
| 5    | Movistar Estudiantes    | 47.803  | 9.099  | 5.531 | 7.967 |
| 6    | Valencia Basket         | 54.300  | 8.500  | 6.500 | 7.757 |
| 7    | Tecnyconta Zaragoza     | 53.206  | 9.321  | 5.821 | 7.601 |
| 8    | Unicaja                 | 44.469  | 8.398  | 6.515 | 7.412 |
| 9    | Herbalife Gran Canaria  | 41.963  | 6.481  | 5.161 | 5.995 |
| 10   | UCAM Murcia             | 38.317  | 5.839  | 5.114 | 5.474 |
| 11   | Montakit Fuenlabrada    | 37.943  | 5.646  | 5.026 | 5.420 |
| 12   | Monbus Obradoiro        | 36.041  | 5.705  | 4.716 | 5.149 |
| 13   | Iberostar Tenerife      | 32.111  | 5.161  | 3.873 | 4.587 |
| 14   | FC Barcelona Lassa      | 35.887  | 5.562  | 3.581 | 4.486 |
| 15   | Divina Seguros Joventut | 30.983  | 5.397  | 3.781 | 4.426 |
| 16   | MoraBanc Andorra        | 28.458  | 4.450  | 3.714 | 4.065 |
| 17   | Real Betis Energía Plus | 26.936  | 5.200  | 2.600 | 3.848 |
| 18   | Delteco GBC             | 17.851  | 4.109  | 1.495 | 2.550 |
|      | Totali                  | 783.472 | 14.178 | 1.495 | 6.268 |

## Premi e riconoscimenti

### Miglior giocatore della giornata
Aggiornata al 4 gennaio 2018.
| Giornata | Giocatore             | Squadra                 | PIR |
| -------- | --------------------- | ----------------------- | --- |
| 1        | Sylven Landesberg     | Movistar Estudiantes    | 33  |
| 2        | Henk Norel            | Delteco GBC             | 36  |
| 3        | Henk Norel (2)        | Delteco GBC             | 30  |
| 4        | Mateusz Ponitka       | Iberostar Tenerife      | 34  |
| 5        | Tornik'e Shengelia    | Baskonia                | 33  |
| 6        | Dejan Todorović       | RETAbet Bilbao Basket   | 28  |
| 7        | Felipe Reyes          | Real Madrid             | 26  |
| 7        | Nik Caner-Medley      | Movistar Estudiantes    | 26  |
| 8        | Gary Neal             | Tecnyconta Zaragoza     | 32  |
| 9        | Nemanja Radović       | Monbus Obradoiro        | 29  |
| 10       | Fernando San Emeterio | Valencia Basket         | 42  |
| 11       | Mateusz Ponitka (2)   | Iberostar Tenerife      | 38  |
| 12       | Rafael Martínez       | Valencia Basket         | 26  |
| 12       | Dejan Todorović (2)   | RETAbet Bilbao Basket   | 26  |
| 13       | Ryan Kelly            | Real Betis Energía Plus | 29  |
| 14       | Luka Dončić           | Real Madrid             | 33  |

### Miglior giocatore del mese
Aggiornata al 4 gennaio 2018.
| Mese     | Giornate | Giocatore   | Squadra             | PIR  | Rif.   |
| -------- | -------- | ----------- | ------------------- | ---- | ------ |
| Ottobre  | 1–6      | Henk Norel  | Delteco GBC         | 24.2 | [ 34 ] |
| Novembre | 7–9      | Gary Neal   | Tecnyconta Zaragoza | 22.0 | [ 35 ] |
| Dicembre | 10–14    | Luka Dončić | Real Madrid         | 24.0 | [ 36 ] |

### Riconoscimenti
- MVP regular season:  Luka Dončić, Real Madrid
- MVP finali:  Rudy Fernández, Real Madrid
- Miglior giovane:  Luka Dončić, Real Madrid
- Miglior allenatore:  Pablo Laso, Real Madrid Baloncesto
- Primo quintetto:
  -  Luka Dončić, Real Madrid
  -  Gary Neal, Tecnyconta Zaragoza
  -  Sylven Landesberg, Movistar Estudiantes
  -  Tornik'e Shengelia, Kirolbet Baskonia
  -  Henk Norel, Delteco GBC
- Secondo quintetto:
  -  Facundo Campazzo, Real Madrid
  -  Thomas Heurtel, FC Barcelona Lassa
  -  Mateusz Ponitka, Iberostar Tenerife
  -  Bojan Dubljević, Valencia
  -  Ante Tomić, FC Barcelona Lassa

## Playoff
|  | Quarti di finale | Quarti di finale  | Quarti di finale |                |            | Semifinali     | Semifinali | Semifinali |  |  | Finali | Finali      | Finali |
|  |                  |                   |                  |                |            |                |            |            |  |  |        |             |        |
|  | 1                | Real Madrid       | 2                |                |            |                |            |            |  |  |        |             |        |
|  | 8                | Canarias Tenerife | 0                |                |            |                |            |            |  |  |        |             |        |
|  | 8                | Canarias Tenerife | 0                |                | 1          | Real Madrid    | 3          |            |  |  |        |             |        |
|  |                  |                   |                  |                | 1          | Real Madrid    | 3          |            |  |  |        |             |        |
|  |                  | 5                 | Gran Canaria     | 0              |            |                |            |            |  |  |        |             |        |
|  | 4                | 5                 | Gran Canaria     | 0              | Valencia   | 1              |            |            |  |  |        |             |        |
|  | 4                |                   |                  |                | Valencia   | 1              |            |            |  |  |        |             |        |
|  | 5                | Gran Canaria      | 2                |                |            |                |            |            |  |  |        |             |        |
|  |                  |                   |                  |                |            |                |            |            |  |  | 1      | Real Madrid | 3      |
|  |                  |                   | 2                | Saski Baskonia | 1          |                |            |            |  |  |        |             |        |
|  | 2                | Saski Baskonia    | 2                |                |            |                |            |            |  |  |        |             |        |
|  | 7                | Málaga            | 0                |                |            |                |            |            |  |  |        |             |        |
|  | 7                | Málaga            | 0                |                | 2          | Saski Baskonia | 3          |            |  |  |        |             |        |
|  |                  |                   |                  |                | 2          | Saski Baskonia | 3          |            |  |  |        |             |        |
|  |                  | 3                 | Barcellona       | 1              |            |                |            |            |  |  |        |             |        |
|  | 3                | 3                 | Barcellona       | 1              | Barcellona | 2              |            |            |  |  |        |             |        |
|  | 3                |                   |                  |                | Barcellona | 2              |            |            |  |  |        |             |        |
|  | 6                | Andorra           | 1                |                |            |                |            |            |  |  |        |             |        |

## Squadre spagnole nelle competizioni europee
| Squadra           | Competizione     | Andamento                 |
| ----------------- | ---------------- | ------------------------- |
| Real Madrid       | Euroleague       | Campione                  |
| Saski Baskonia    | Euroleague       | Playoff                   |
| Barcellona        | Euroleague       | Stagione regolare         |
| Málaga            | Euroleague       | Stagione regolare         |
| Valencia          | Euroleague       | Stagione regolare         |
| Gran Canaria      | Eurocup          | Quarti di finale          |
| Andorra           | Eurocup          | Stagione regolare         |
| Bilbao Berri      | Eurocup          | Stagione regolare         |
| Murcia            | Champions League | Terzo posto               |
| Tenerife          | Champions League | Ottavi di finale          |
| Estudiantes       | Champions League | Stagione regolare         |
| Joventut Badalona | Champions League | Secondo turno preliminare |